# Pimpla imitata
Pimpla imitata är en stekelart som beskrevs av Forster 1888. Pimpla imitata ingår i släktet Pimpla och familjen brokparasitsteklar. Inga underarter finns listade i Catalogue of Life.